# ماريوس روسيلو

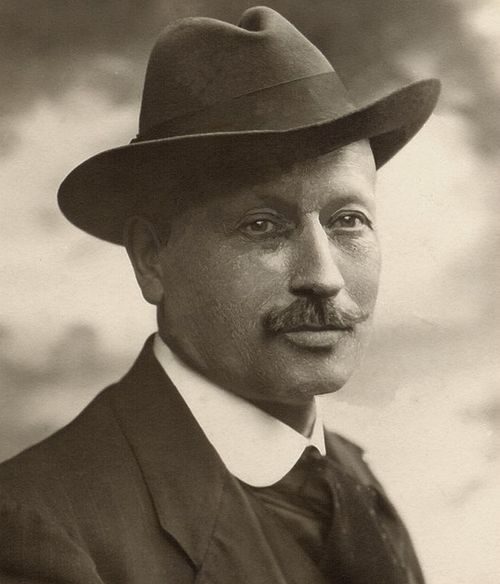
ماريوس روسيلون

ماريوس روسيلو أو أوغالوب (2 يناير 1946 8 يونيو 1867) هو رسام فرنسي معروف بإبتكاره لشخصية بيبندوم. بدأ أوغالوب حياته المهنية حوالي عام 1893، برسم الرسوم الكاريكاتورية للمجلات.  أنشأ أول إعلان لشركة ميشلان في عام 1898 والتي استمر في إنشاء ملصقات لها حتى عام 1911. كان أيضًا رائدًا في الرسوم المتحركة وأنتج حوالي 40 فيلمًا متحركًا بين عامي 1910 و1927.[بحاجة لمصدر]